# Parafia św. Wawrzyńca w Kleczy Dolnej
Parafia Świętego Wawrzyńca w Kleczy Dolnej – parafia rzymskokatolicka w Kleczy Dolnej należąca do dekanatu Wadowice-Południe archidiecezji krakowskiej. Erygowana w 1350.

## Proboszczowie
- 1879–1903: ks. Andrzej Bobek
- 1903–1916: ks. Ignacy Żyła
- 1916–1955: ks. Franciszek Miśkowiec
- 1955–1982: ks. Władysław Stanek
- 1982–1989: ks. kan. Bronisław Saługa
- 1989–1998: ks. Stanisław Broda, R.M.
- 1998–2007: ks. dr Stanisław Bąk, R.M.
- 2007–2019: ks. Andrzej Kołodziej, R.M.
- od 2019: ks. Tadeusz Dąbrowski, E.c.